# Ghiţă Pop
Ghiţă Pop, magyarosan Pop György (Nagyludas (Szeben megye), 1864. december 29. – Bukarest, 1915. február 22.) bölcseleti doktor, román görögkeleti főgimnáziumi tanár. 

## Élete
Szülőhelyén végezte a gimnáziumot és teológiát; azután a bölcseletet a budapesti egyetemen hallgatta, ahol bölcseleti doktorrá avatták. Főgimnáziumi tanár lett Brassóban, ahol a román és német nyelvet tanította. Egy iskolai ünnepély alkalmával a nemzetiségi felébredésről alkalmi előadást tartott Educaţiunea naţionala címmel (Tribuna, 1892); ezért a kormány követelte elmozdíttatását, mely 1892. december 24-én kelt érseki rendelettel megtörtént. Romániába ment, ahol a kormánytól ösztöndíjat kapott, hogy a német filológiában kiképezhesse magát. 1895-ben visszatért Romániába és a bukaresti Mihaiu-Viteazul gimnáziumban a német nyelv rendes tanára lett, egyszersmind a német nyelv és irodalom magántanára az ottani egyetemen. A Corona Romaniei lovagja volt.
Több német és román folyóiratban közölt irodalom-esztétikai cikkeket; az Ung. Revueben (1891. Über den Ursprung des Argyrus-Märchens).

## Munkái
- Horia. Tört. tragédia 5 felvonásban. Budapest, 1891 (versben)
- Gramatica limbei germane. Bukarest, 1897
- Limba germană pentru primul an de studii. Bukarest, 1899
- Povăţuitorul la predarea limbei germane. Bukarest, 1899
- Limba germană pentru al doilea an de studiu. Bukarest, 1901
- Geografia peninsulei balcanice pentru scolele române din Macedonia. Bukarest, 1902